# Flieger (Nino-de-Angelo-Lied)
Flieger war der deutsche Beitrag zum Eurovision Song Contest 1989, aufgeführt in deutscher Sprache von Nino de Angelo.

## Entstehung und Inhalt
Die Ballade wurde von Dieter Bohlen komponiert, der sich so zum ersten und einzigen Mal für Deutschland am Eurovision Song Contest beteiligte. Für Österreich hatte er den Titel Nur ein Lied von Thomas Forstner geschrieben, der im selben Jahr antrat, ebenso schrieb er den österreichischen Beitrag 1992, Zusammen geh’n, gesungen von Tony Wegas. Bohlen produzierte Flieger auch. Der Text stammt von Joachim Horn-Bernges. Der Protagonist wünscht sich, in eine vergangene Zeit zurückzukehren, als er und die geliebte Person zusammen waren, was er mit dem Fliegen durch den Himmel vergleicht. Neben dem deutschsprachigen Original nahm de Angelo das Stück auch auf Englisch unter dem Titel If There Is One Thing That’s Forever auf.

## Veröffentlichung und Rezeption
Die Single erschien am 30. März 1989 bei WEA Records und beinhaltet die deutschsprachige Version von Laureen als B-Seite. In Deutschland erreichte Flieger in 13 Chartwochen mit Rang 13 seine höchste Chartnotierung in den Singlecharts. Die Single wurde zum neunten Charthit für de Angelo in Deutschland. In Österreich erreichte die Single Rang 20 und platzierte sich einen Monat in den Charts. Hier erreichte er nach Jenseits von Eden zum zweiten Mal die Charts. Laut Bohlen verkaufte sich Flieger am ersten Tag seiner Veröffentlichung über 30.000 Mal. In der ZDF-Hitparade präsentierte De Angelo Flieger am 17. Mai und am 14. Juni 1989, es wurde als dritter und als erster Platz der über Media Control ermittelten Titel vorgestellt.

## Eurovision Song Contest
Flieger wurde am Abend des Grand Prix an 21. Stelle aufgeführt, nach Daníel Ágúst aus Island mit Það Sem Enginn Ser und vor Riva aus Jugoslawien mit Rock Me. Einen Dirigenten gab es nicht. Das Lied erhielt 46 Punkte und erreichte somit den 14. Platz von 22 Teilnehmern.